# Vulpes ferrilata
Vulpes ferrilata este o specie de vulpe adevărată găsit în China, India și Nepal, dar posibil și în Bhutan. Uniunea Internațională pentru Conservarea Naturii o clasifică drept specie neamenințată cu dispariția.

## Descriere

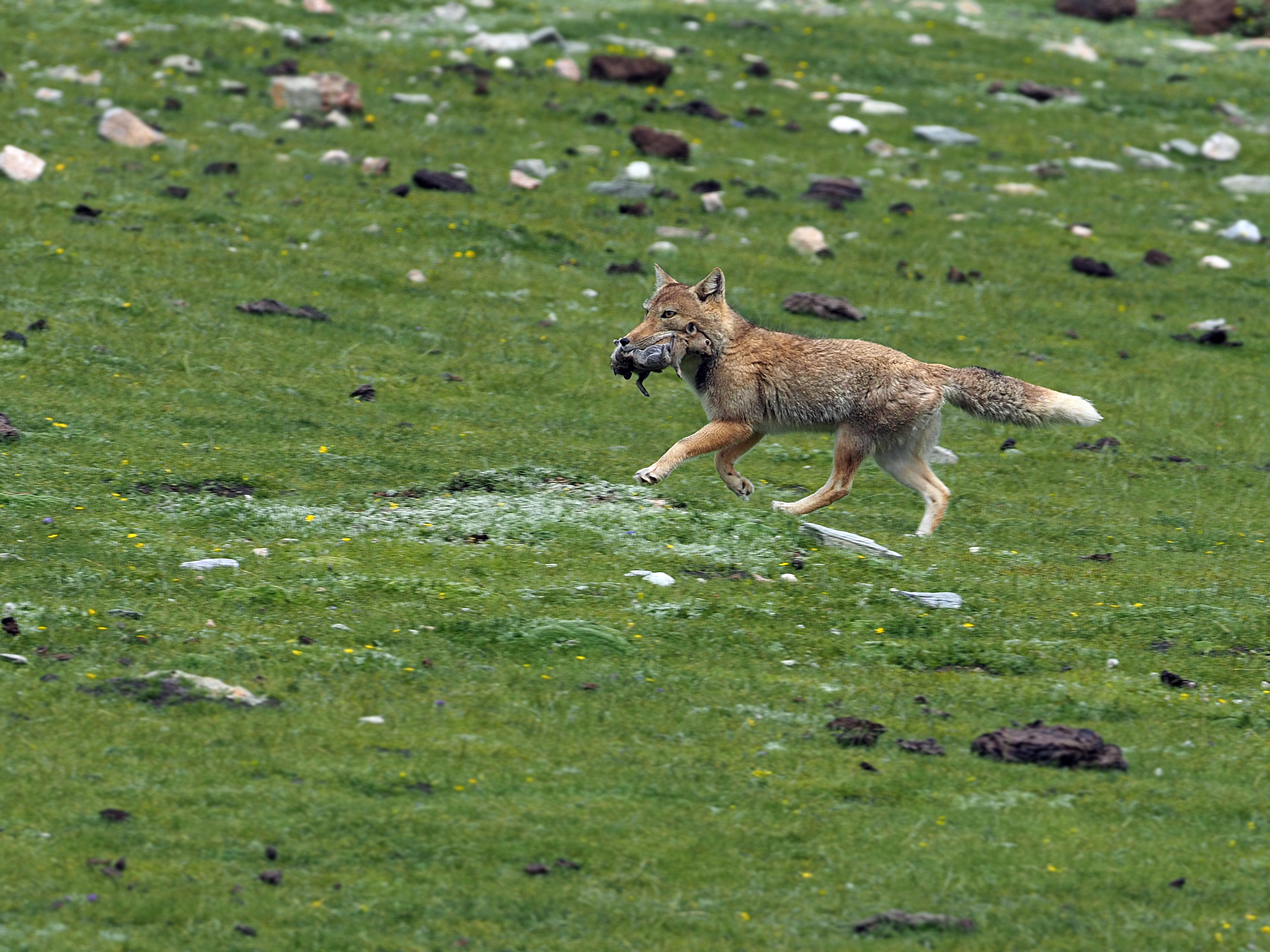
V. ferrilata în China

Vulpes ferrilata este mică și compactă și are blana moale și deasă, botul vizibil îngust și coada sa este stufoasă. Botul, creștetul, gâtul, spatele și membrele posterioare sunt de culoare maro-pală până la maro-roșcată, în timp ce obrajii, coastele, membrele anterioare și crupa sunt cenușii. Coada are vârful alb. Urechile scurte sunt maro-pale spre maro-pale cenușii în partea din spate, în timp ce înăuntru sunt albe. Specimenele adulte au o lungime a corpului (inclusiv capul) de aprox. 60–70 cm, iar a cozii de aprox. 29–40 cm. Greutatea unui adult este de circa 4 până la 5,5 kilograme.

## Răspândire și habitat
Vulpes ferrilata este găsită în China, India și Nepal, dar posibil și în Bhutan. Arealul din India cuprinde regiunea Ladakh din Platoul Tibet, cel din Nepal Munții Himalaya, iar cel din China cuprinde provinciile Qinghai, Gansu, Xinjiang, Yunnan, Sichuan și Regiunea autonomă Tibet. Prezența sa în Bhutan nu este confirmată. Locuiește pe câmpii și dealuri la altitudini de 2.500 până la 5.200 de metri.

## Ecologie
Vulpes ferrilata se hrănește în principal cu Ochotona curzoniae.
Perioada de gestație durează 50 până la 60 de zile. La naștere, puii cântăresc 60–120 g.

## În cultură
Fotografia unei marmote himalayene atacate de o vulpe din specia Vulpes ferrilata a câștigat locul întâi la ediția din anul 2019 a premiului Wildlife Photographer of the Year.

## Stare de conservare
Nu se știe dacă populația speciei Vulpes ferrilata este în creștere sau în scădere. Nu au fost identificate amenințări majore pentru această specie, dar poate fi omorâtă de câini domestici și este amenințată de otrăvirea iepurilor fluierători, deoarece Ochotona curzoniae face parte din dieta sa. Este prezentă în arii protejate. Uniunea Internațională pentru Conservarea Naturii o clasifică drept specie neamenințată cu dispariția.